# Tipula conjuncta
Tipula conjuncta är en tvåvingeart. Tipula conjuncta ingår i släktet Tipula och familjen storharkrankar.

## Underarter
Arten delas in i följande underarter:
- T. c. conjuncta
- T. c. conjunctoides